# بیمارستان هرمانوس آمیجیراس
بیمارستان هرمانوس آمیجیراس (به اسپانیایی: Hospital Hermanos Ameijeiras) یک بیمارستان در کوبا است که در هاوانا واقع شده است.